# Sklené Teplice
Sklené Teplice (bis 1927 slowakisch auch „Sklenô“; deutsch Glashütte[n], älter auch Glaserhey/Glaserhay, ungarisch Szklenófürdó - bis 1907 Barsszklenó - bis 1892 nur Szklenó) ist eine Gemeinde und Kurort im Okres Žiar nad Hronom innerhalb des Banskobystrický kraj in der Slowakei.

## Geographie
Sklené Teplice liegt inmitten der Schemnitzer Bergen am Bach Teplá, einem linken Zufluss des Hron und ist etwa 13 Kilometer von Banská Štiavnica (Schemnitz) und 15 Kilometer von Žiar nad Hronom entfernt.

## Geschichte

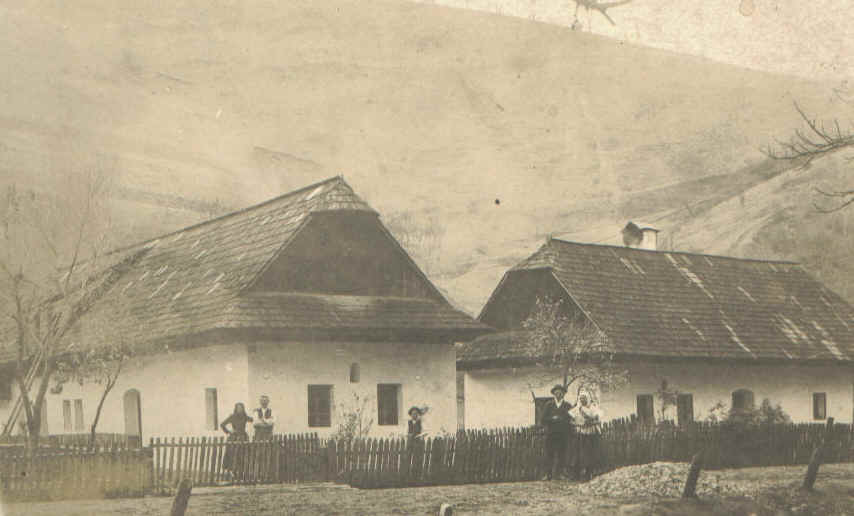
Zwei Häuser in Sklené Teplice, 1920

Der Ort wurde zum ersten Mal 1340 als Topliche erwähnt. Im Ort hatte die Abtei von Hronský Beňadik eine Kurie und Mühle, während der Ort gehörte dem Herrschaftsgut von Burg Šášov. Im 14. Jahrhundert war er eine Holzfäller-Siedlung, wo Einwohner das Holz den Gruben von Schemnitz lieferten. 1350 wurde hier eine Glashütte gegründet, um chemischen Glas zur Entdeckung des Gold- und Silberinhalts im abgebauten Erz herzustellen. Diese Glashütte wurde wahrscheinlich im 17. Jahrhundert eingestellt. Danach wurde eine Hütte zur Trennung von Gold und Silber von den Erzen gegründet, die allerdings zum Ende des 18. Jahrhunderts wegfiel. Mit dem Wegfall der Hütte orientierte sich die Bevölkerung an die Landwirtschaft und seit dem 16. Jahrhundert benutzten Heilbädern. Der Ort wurde auch durch die Arbeit von Ignaz von Born bekannt, der wesentlich zur Vorbereitung des ersten international wissenschaftlichen Kongresses im Jahr 1786 beitrug. Dabei wurde im selben Jahr auch die weltweit erste wissenschaftliche Gesellschaft für Bergbaukunde („Societät der Bergbaukunde“, 1786–91) gegründet.
Bis 1918 lag der Ort im Komitat Barsch innerhalb des Königreichs Ungarn und kam danach zur neu entstandenen Tschechoslowakei.

## Bevölkerung
| Jahr                | 1994 | 2004    | 2014    | 2024     |
| ------------------- | ---- | ------- | ------- | -------- |
| Anzahl der Personen | 448  | 435     | 412     | 368      |
| Unterschied         |      | −2,90 % | −5,28 % | −10,67 % |

| Jahr                | 2023 | 2024    |
| ------------------- | ---- | ------- |
| Anzahl der Personen | 376  | 368     |
| Unterschied         |      | −2,12 % |

## Kurort

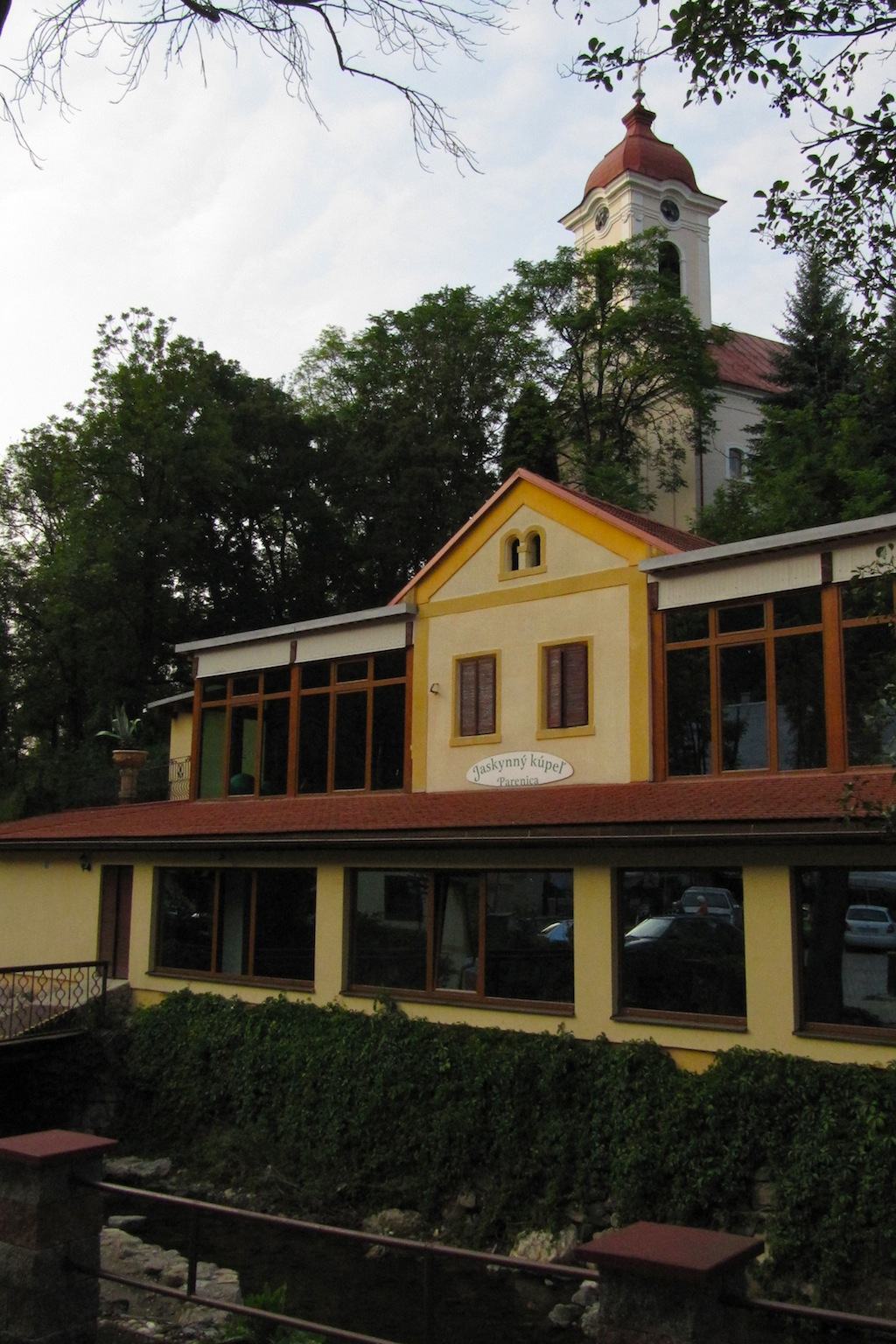
Höhlendampfbad am Teplá-Fluss (im Hintergrund die Lukas-Kirche)

Schon seit der Entstehung der Gemeinde werden die Thermalquellen von den örtlichen Bevölkerung benutzt. Eine größere Bekanntheit erhielten der Ort aber erst im 16. Jahrhundert und die erste chemische Analyse des alkalischen Thermalwassers (37–52 °C) fand erst im 18. Jahrhundert statt. 1868 wurde das Bad von den Altsohler Familie Gasparetz erworben und es blieb in ihren Besitz, bevor es durch die Beneš-Dekrete vom tschechoslowakischen Staat enteignet wurde.
Das Bad enthält auch ein natürliches Höhlendampfbad, wo Erkrankungen des Bewegungsapparats und Nervenkrankheiten behandelt werden.

## Sehenswürdigkeiten
- klassizistische Kirche des Hl. Lukas aus dem Jahr 1811
- klassizistisches Gebäudekomplex für die Heilbäder aus den Jahren 1835–1848
- Ruinen der Burg Pustý hrad („Wüste Burg“), auch Teplica genannt, oberhalb der Gemeinde